# Orthosiphon aristatus
Orthosiphon aristatus es una especie de planta fanerógama de la familia de las Lamiaceae / Labiatae. La planta es una hierba medicinal que se encuentra principalmente en todo el sur de China, el subcontinente indio, el sudeste asiático y Queensland.   Es conocida como té de Java.

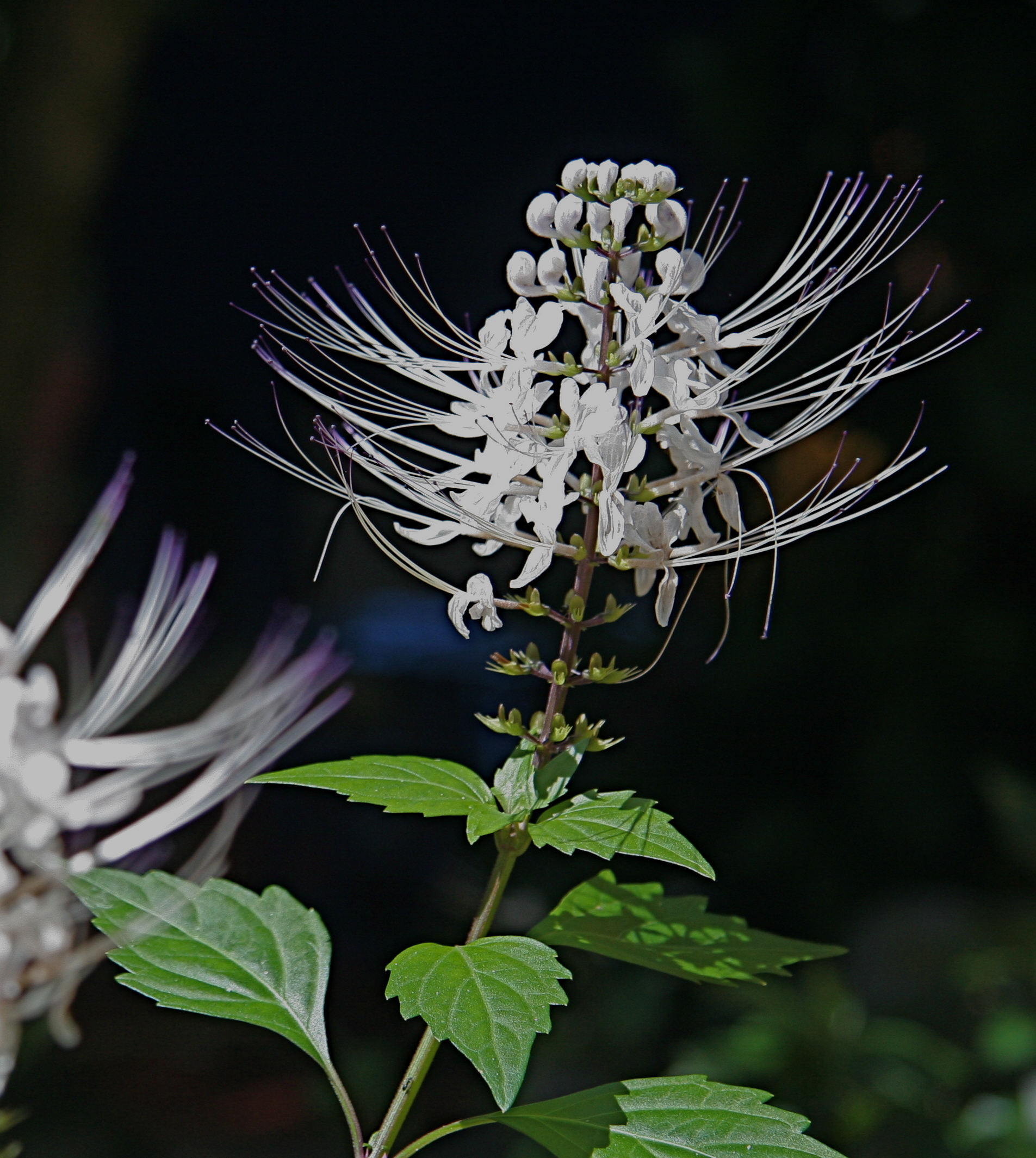
Flor

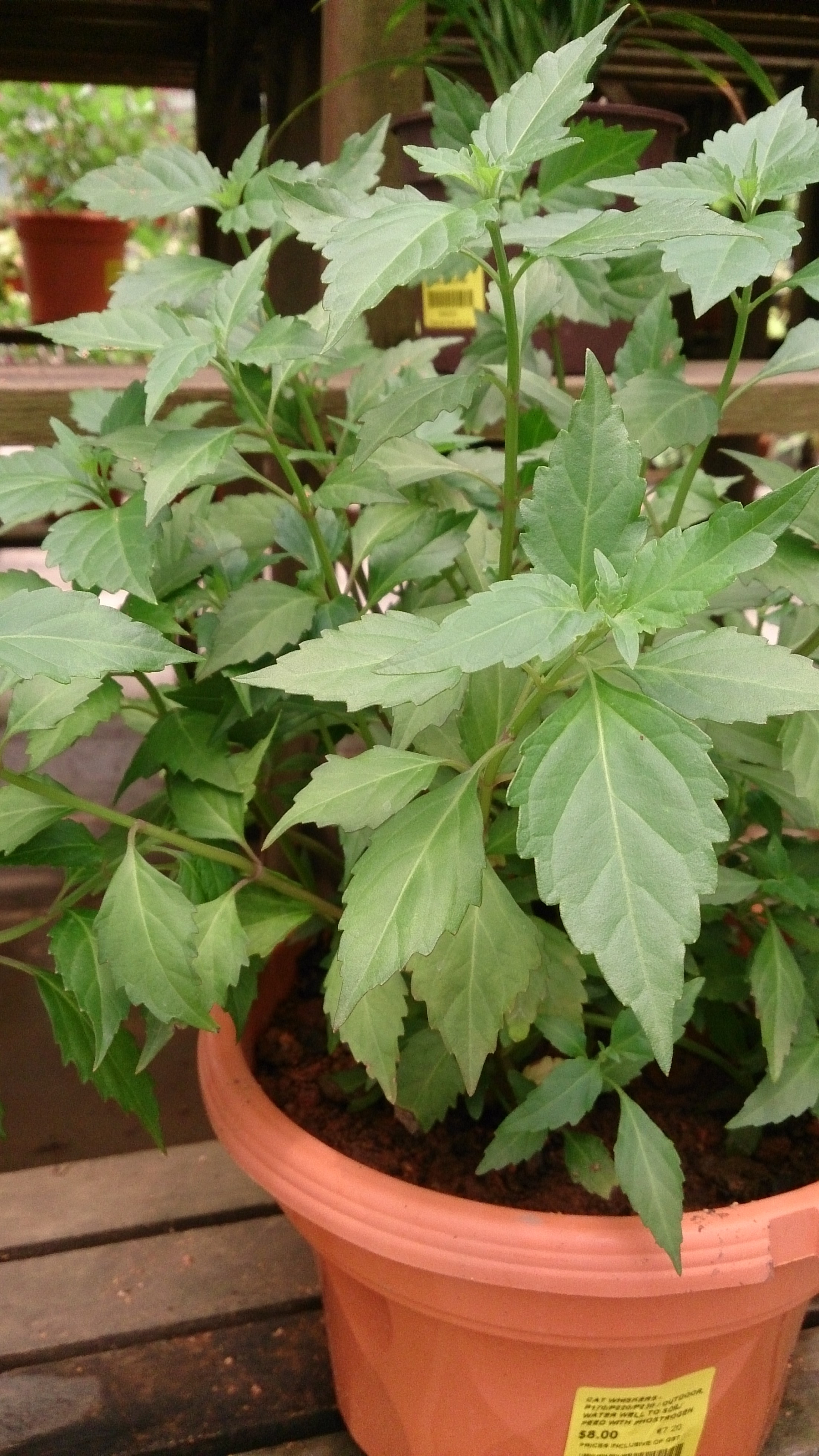
Vista de la planta

## Descripción
Es un arbusto herbáceo que crece hasta una altura de 1,5 m. Es una planta de jardín popular debido a su flor única, que es de color blanco y azul con filamentos parecidos a los bigotes de un gato.

## Propiedades
Orthosiphon  aristatus es usado en jardines para atraer abejas, mariposas y colibríes a su néctar.
Medicinales
Existen diferentes campos de acción en esta planta; unos aceptados por la medicina tradicional y otros solo por la popular. 
Se usa para contra la retención de orina. Trastornos de la vejiga y del riñón: Cistitis. Litiasis renal. Uretritis.[cita requerida]
Principios activos
Tiene un alto contenido de potasio en polifenoles y aceites esenciales.

## Taxonomía
Orthosiphon aristatus fue descrito por (Blume) Miq. y publicado en Flora van Nederlandsch Indië 2: 943. 1858.
Etimología
Orthosiphon: nombre genérico que deriva de las palabras griegas: "ortho" = bien derecho, bien recto y "siphon" palabra que designaba a los tubos curvados en los acueductos.
aristatus: epíteto latíno que significa "como una larga cerda de punta"
Sinonimia
- Ocimum aristatum Blume
- Trichostema spirale Lour., rejected name
- Clerodendrum spicatum Thunb
- Ocimum grandiflorum Blume 1826 not Lam. 1785
- Orthosiphon stamineus Benth.
- Orthosiphon spiralis (Lour.) Merr.
- Clerodendranthus stamineus (Benth.) Kudô
- Orthosiphon velteri Doan
- Orthosiphon spicatus (Thunb.) Backer, Bakh.f. & Steenis 1950 not Benth. 1848
- Orthosiphon tagawae Murata
- Clerodendranthus spicatus (Thunb.) C.Y.Wu[1]